# Edward Stettinius Jr.
Edward Reilly Stettinius Jr. (Chicago, 22 de octubre de 1900-Greenwich, 31 de octubre de 1949) fue un empresario y político estadounidense. Se desempeñó como secretario de Estado de los Estados Unidos durante las administraciones de Franklin D. Roosevelt y Harry S. Truman entre 1944 y 1945, y como el primer embajador de Estados Unidos ante las Naciones Unidas.

## Carrera
Asistió a la Universidad de Virginia sin finalizar sus estudios. En los años 1930, alternó su trabajo entre el sector privado y el sector público. Trabajó en el Consejo Asesor Industrial de la Administración Nacional de Recuperación (1933), regresando al sector privado en 1934 cuando se unió a U.S. Steel; finalmente se convirtió en presidente de la corporación en 1938.
Luego regresó al sector público, sirviendo en la Comisión Asesora de Defensa Nacional, como presidente de War Resources Board (1939) y administrador del Programa de la Ley de Préstamo y Arriendo (1941). Ocupó el puesto hasta que se convirtió en subsecretario de Estado en 1943. La mala salud del Secretario de Estado Cordell Hull lo hizo presidir la Conferencia Dumbarton Oaks de 1944 y, en diciembre de 1944, suceder a Hull como Secretario de Estado. Stettinius fue miembro de la delegación estadounidense en la conferencia de Yalta de 1945.
Presidió la delegación de los Estados Unidos en la Conferencia de las Naciones Unidas sobre Organización Internacional celebrada en San Francisco del 25 de abril al 26 de junio de 1945, que reunió a delegados de 50 naciones aliadas para crear la Organización de las Naciones Unidas. Charles W. Yost, que había sido subsecretario de Estado Asistente de Stettinius en el Departamento de Estado, fue nombrado Secretario Ejecutivo de Stettinius en la Conferencia. Truman consideró que era demasiado blando con el comunismo y que había cedido demasiado a Moscú cuando era consejero de Roosevelt en Yalta. Truman tenía en mente a un viejo amigo del Senado como reemplazo, James F. Byrnes. Renunció como Secretario de Estado para ocupar el puesto de primer embajador de los Estados Unidos ante las Naciones Unidas. Renunció a ese segundo cargo en junio de 1946, cuando se volvió crítico de la negativa de Truman a utilizar a la ONU como herramienta para resolver las tensiones con la Unión Soviética.